# ナット (アルバム)
『NUT』（ナット）は、スコットランド人のシンガーソングライターのKTタンストールの7枚目のスタジオ・アルバムであり、「魂、体、精神」を題材にした3部作の最終作。3部作の最初の2作品『キン』『ワックス』に続いて2022年9月9日に発売された。アルバムからは最初に「キャニオンズ」「アイ・アム・ザ・パイロット」とリードシングルの「プライヴェート・アイズ」が発売された。

## 背景
タンストールは2022年5月28日に「魂、体、精神」をテーマにした3部作の内「精神」に属するアルバムとして『ナット』の発売を明らかにした
。タンストールはコロナ禍の中でミュージカルへの音楽提供の活動と並行しながらアルバムの制作を進めた。
アルバムの曲作りやレコーディングはタンストールにとって目覚ましい変化の期間の最中に行われ、損失への癒し、自我への目覚めの高まり、愛と世界的なパンデミックがテーマに含まれている。
アルバム・アートワークはジョシュ・マッカートニーが手がけた。アルバムの名付に関してタンストールは「ナット」というものはスコットランドのスラングで精神や脳に関連するものであると明言した。タンストールは「ナットという言葉は種子の意味もあるのが気にいってます、アルバムのアートワークは脳とは庭のようなものであるという事を示しています。植えたものを刈り、雑草を寄せ付けないようにして、そして物事が開花する時、それは神秘的な素晴らしさなのです」と述べた。
タンストールはアルバムの発売前に「小さな星がその成功の中で自分を見失い、そんな彼女が囚われた金色の牢獄を垣間見た事」についての真実の物語だとした「キャニオンズ」「アイ・アム・ザ・パイロット」とリードシングルの「プライヴェート・アイズ」といった3枚のシングルを発売しており、それぞれの曲にミュージックビデオが作られた。
タンストールはパンデミックから明けて初となるアルバムを提げてのUKツアーを発表し、ヨーク、マンチェスター、ロンドン、エジンバラ、グラスゴーでショウを行う。

## 収録曲
特記以外はMartin Terefeによるプロデュース
| #         | タイトル                         | 作詞・作曲                                           | プロデューサー                       | 時間  |
| --------- | -------------------------------- | ---------------------------------------------------- | ------------------------------------ | ----- |
| 1.        | 「Out of Touch」                 | KT Tunstall Jimmy Hogarth Kevin Cormack Johnny Lynch | Martin Terefe Hogarth                | 3:36  |
| 2.        | 「I Am the Pilot」               | Tunstall Cathy Dennis Terefe                         |                                      | 4:13  |
| 3.        | 「Three」                        | Tunstall Matty Benbrook                              |                                      | 4:08  |
| 4.        | 「Dear Shadow」                  | Tunstall Dennis                                      |                                      | 2:50  |
| 5.        | 「Private Eyes」                 | Tunstall Tommy Danvers                               |                                      | 4:20  |
| 6.        | 「Canyons」                      | Tunstall Terefe                                      |                                      | 3:24  |
| 7.        | 「Synapse」                      | Tunstall                                             |                                      | 3:01  |
| 8.        | 「Demigod」                      | Tunstall Greg Kurstin                                |                                      | 3:29  |
| 9.        | 「All the Time」                 | Tunstall                                             | Terefe Tunstall Jordan Brooke Hamlin | 3:28  |
| 10.       | 「Brain in a Jar」(hidden track) | Tunstall Terefe                                      | Terefe Tunstall Sophie Ellis         | 1:16  |
| 合計時間: | 合計時間:                        | 合計時間:                                            | 合計時間:                            | 33:45 |

## チャート
| チャート (2022年)    | 最高位 |
| -------------------- | ------ |
| スコットランド (OCC) | 4      |
| UK アルバムズ (OCC)  | 25     |
| UK デジタル          | 8      |
| UK アルバム セールス | 5      |
| UK レコード          | 11     |
| UK フィジカル        | 5      |